# Trials & Errors
Trials & Errors är ett livealbum av Magnolia Electric Co. Skivan är Jason Molinas första under namnet Magnolia Electric Co.
Skivan spelades in i Bryssel, Belgien den 16 april 2003 på Club Ancienne Belgique.

## Låtlista
Alla låtar är skrivna av Jason Molina.
1. "The Dark Don't Hide It" – 5:51 (från What Comes After the Blues)
2. "Don't This Look Like the Dark" – 5:50 (från Sojourner)
3. "Such Pretty Eyes for a Snake" – 8:49 (tidigare outgiven)
4. "Almost Was Good Enough" – 9:13 (från Magnolia Electric Co.)
5. "North Star" – 8:26 (från Sojourner)
6. "Ring the Bell" – 6:01 (från Didn't It Rain)
7. "Cross the Road" – 6:38 (från Didn't It Rain)
8. "Leave the City" – 6:21 (från What Comes After the Blues)
9. "The Last 3 Human Words" – 7:11 (tidigare outgiven)
10. "The Big Beast" – 7:58 (tidigare outgiven)

## Medverkande Musiker
- Jason Groth – gitarr
- Pete Schreiner – trummor
- Mike Kapinus – bas, trumpet
- Jason Molina – gitarr, sång